# Zamek w Korzkwi
Zamek w Korzkwi – zamek rycerski z XIV wieku znajdujący się w Jurze Krakowsko-Częstochowskiej, wybudowany w systemie tzw. Orlich Gniazd, we wsi Korzkiew, w gminie Zielonki, w powiecie krakowskim, w województwie małopolskim.
Zamek wznosi się na cyplu wzgórza otoczonego zakolem rzeczki Korzkiewki. W skład zespołu zamkowego wchodzą: ruiny zamku, dom mieszkalny, budynek gospodarczy folwarczny oraz park, został wpisany do rejestru zabytków nieruchomych województwa małopolskiego.

## Historia
W 1352 roku sędzia krakowski Jan de Syrokomla, kupił wzgórze Korzkiew i wybudował na nim prostokątną, kamienną, podpiwniczoną wieżę, pełniącą funkcję obronną i mieszkalną. Jego potomkowie pisali się "z Korzkwi" już po 1385 roku, więc zamek musiał już wtedy istnieć. W 1388 roku wspomniany był Mathias burgrabius de Corzkiew, a w 1400 roku wymieniono castrum. Wnuk Jana, Zaklika Korzkiewski dowodził chorągwią nr 47 w Bitwie pod Grunwaldem. Po nim właścicielami byli Mikołaj Korzkiewski, a po nim Stanisław Korzkiewski. Na nim wygasła męska linia Syrokomlów i od jego córki Barbary, zamek kupił w 1468 roku Szczepan Świętopełk Bolestraszycki z Irządz. Po nim zamek odziedziczył Mikołaj Chorążyc, który w 1517 roku sprzedał zamek, który kupił rajca krakowski Piotr Krupek. Jego potomkowie sprzedali w 1545 roku zamek Piotrowi Zborowskiemu za 5500 florenów. W 1572 roku właścicielem był proboszcz kościoła bożogrobców w Miechowie Szymon Szaniawski vel Ługowski. W 1652 roku wymarli Ługowscy i zamek przeszedł w ręce Michała Jordana. Po nim zamek posiadał kasztelan wojnicki Franciszek Jordan i Michał Stefan Jordan, który na zamku gościł króla Augusta III Sasa. Około 1720 roku zamek został przebudowany. Następnie właścicielem był Adam Jordan. On to sprzedał zamek podskarbiemu Teodorowi Wesslowi, właścicielowi Ogrodzieńca, Pilicy i Smolenia. W 1775 roku właścicielem został jego szwagier Eliasz Wodzicki, a po nim jego brat Jakub Wodzicki. W 1805 roku jego żona Eleonora z Dembowskich Wodzicka przeniosła się z zamku do pobliskiego dworku i w ten sposób zamek przestał pełnić funkcję mieszkalną dla właścicieli dóbr. Pod koniec XIX w. zamieniony na spichlerz zamek popadł w ruinę.
Od 1997 r. jego właścicielem jest architekt Jerzy Donimirski, który podjął się odnowienia i odbudowania zamku. Od tego czasu trwają prace budowlane na zamku, który pełni także rolę hotelu. Planowana jest także odbudowa mieszczącego się dawniej w pobliżu zamku dworu, stawów, a także stworzenie małego muzeum i skansenu.

## Architektura
Najstarszy budynek zespołu zamkowego w postaci wieży z XIV wieku miał wymiary 9,5 x 12 metrów. Grubość murów wieży sięgała 2,5 metra. Od strony południowej i zachodniej zachowały się strzelnice. Od strony południowej do wieży dobudowano nieco później mur obronny na planie nieregularnym. Brama wejściowa na dziedziniec mogła znajdować się od strony południowej. W XV wieku od strony południowej muru obwodowego dobudowano dwie czworoboczne baszty (jedna z nich została w końcu XX wieku nadbudowana i poprowadzono przez nią wjazd na dziedziniec). Pod koniec XV wieku dobudowano klatkę schodową i przybudówkę. W 2 połowie XVI wieku zburzono i zbudowano na nowo ścianę północną i zachodnią, a w skrzydle północno-wschodnim założono czterobiegową klatkę schodową. Przed wejściem do wieży powstała loggia, a przed wejściem do zamku zbudowano budynek bramny. Na tyłach zbudowano zaplecze gospodarcze. Po 1997 roku na dawnych pozostałościach czworobocznej baszty zbudowano wieżę z bramą będącą obecnie główną dominantą zamku.

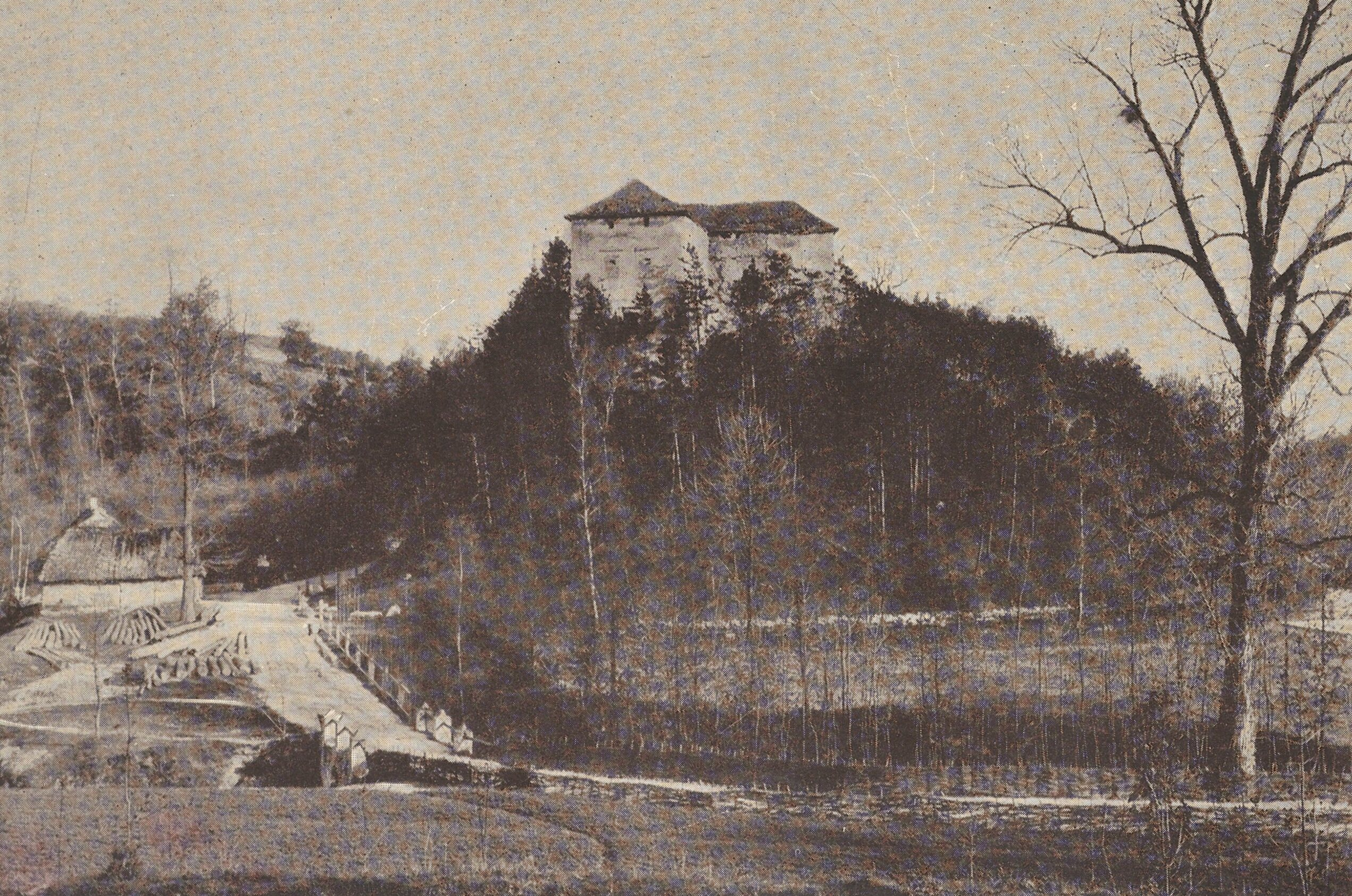
Zamek przed 1911 rokiem
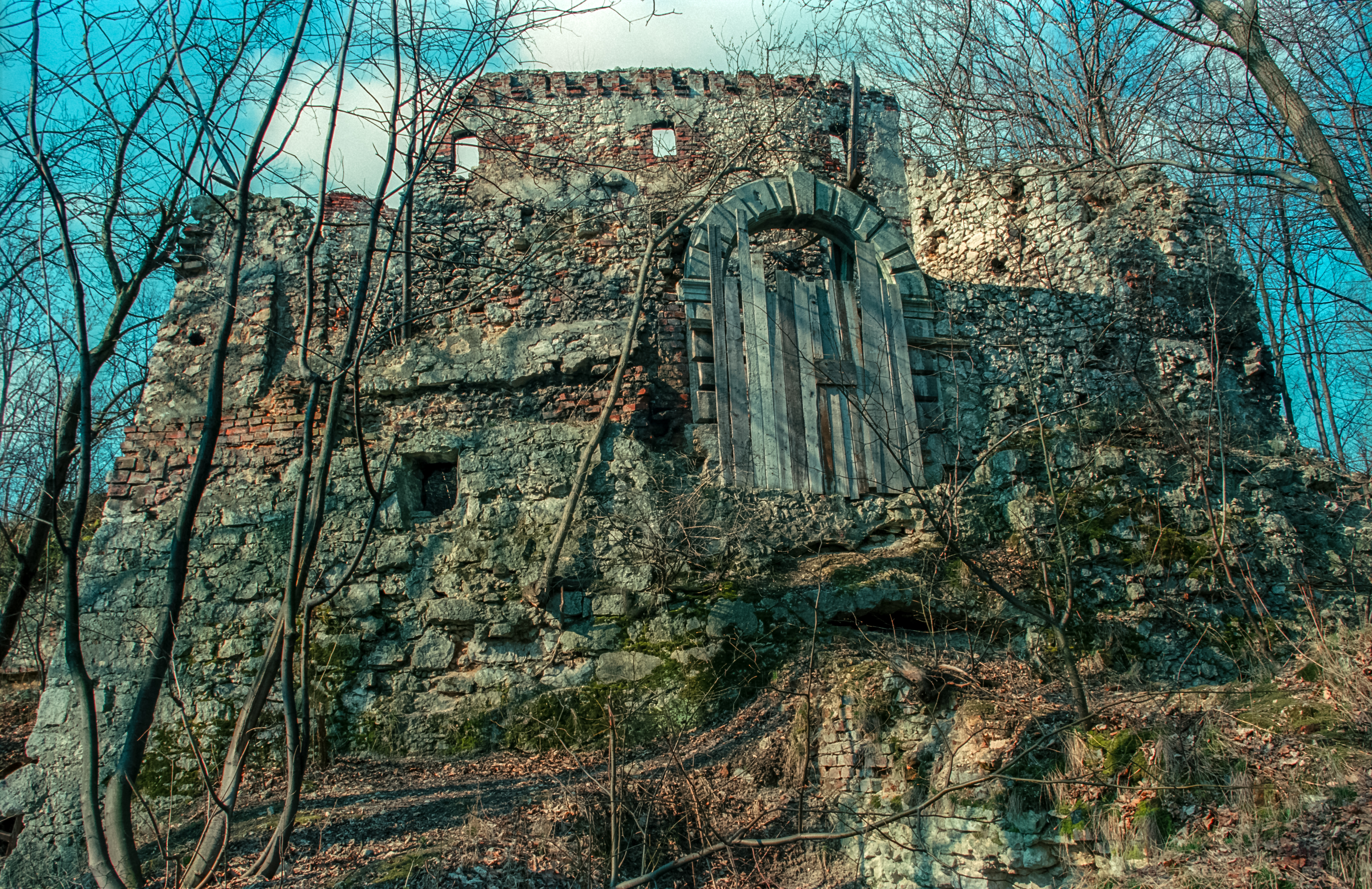
Zamek przed odbudową
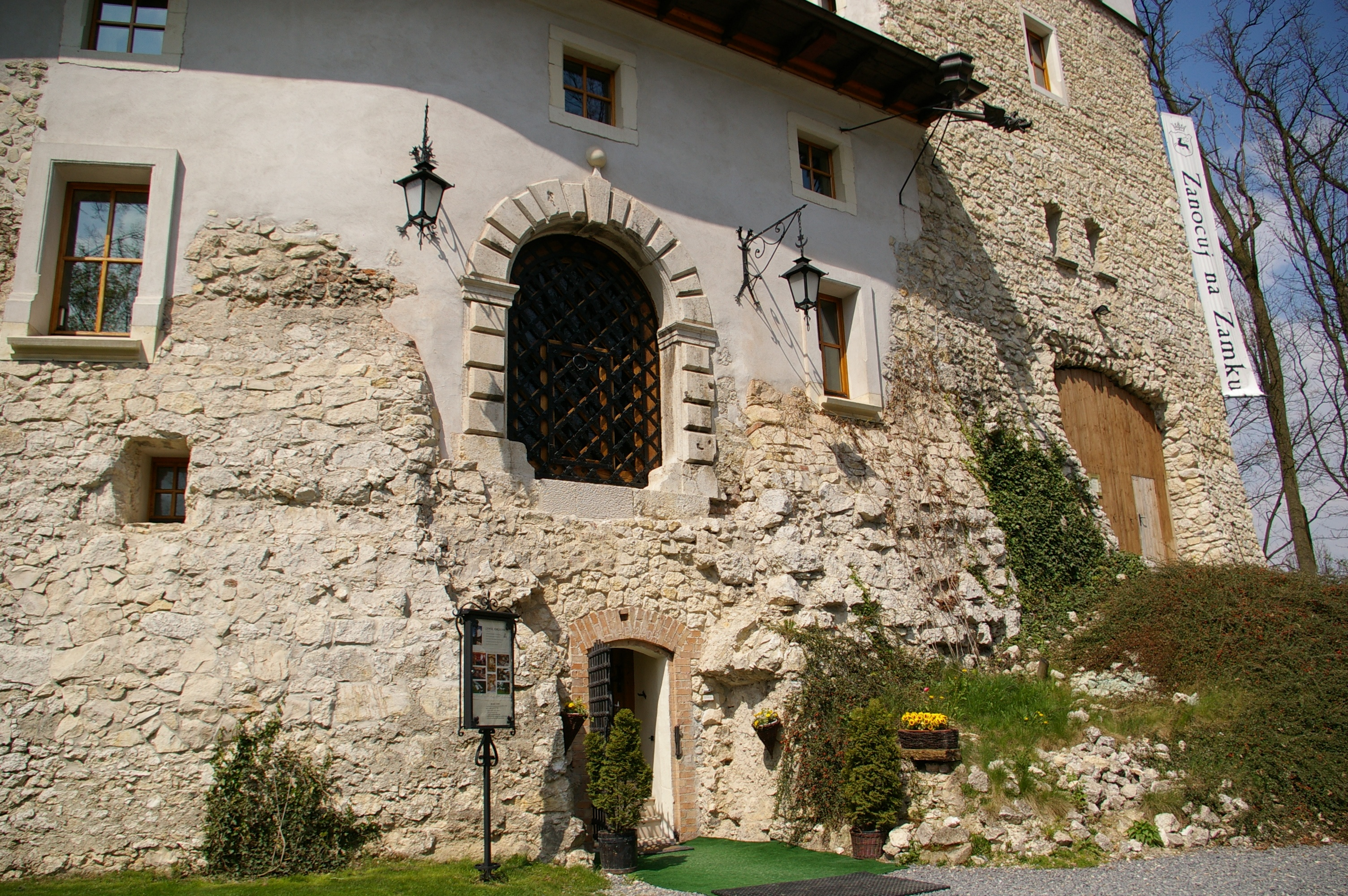
Zamek w 2008 r.
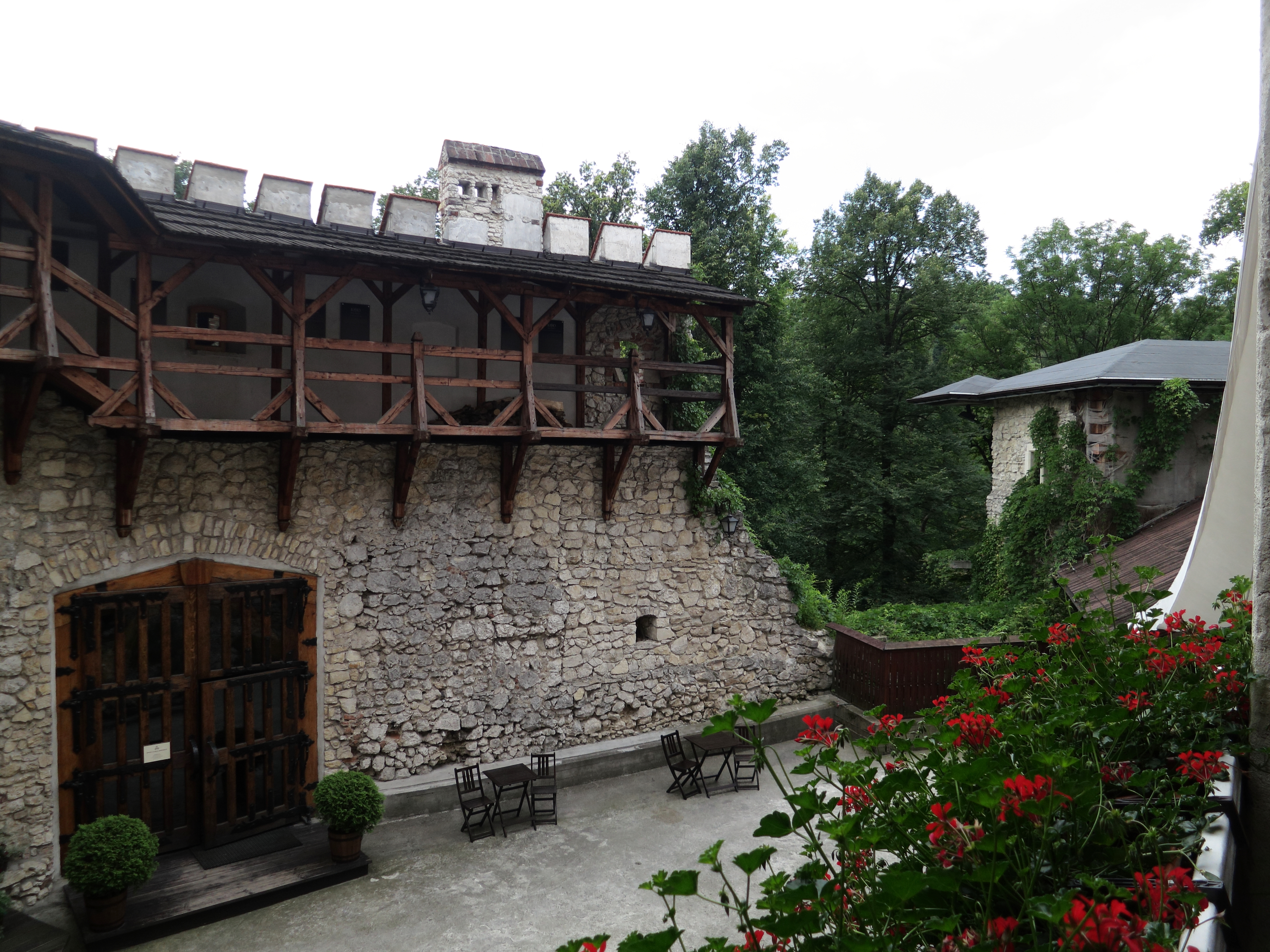
Dziedziniec
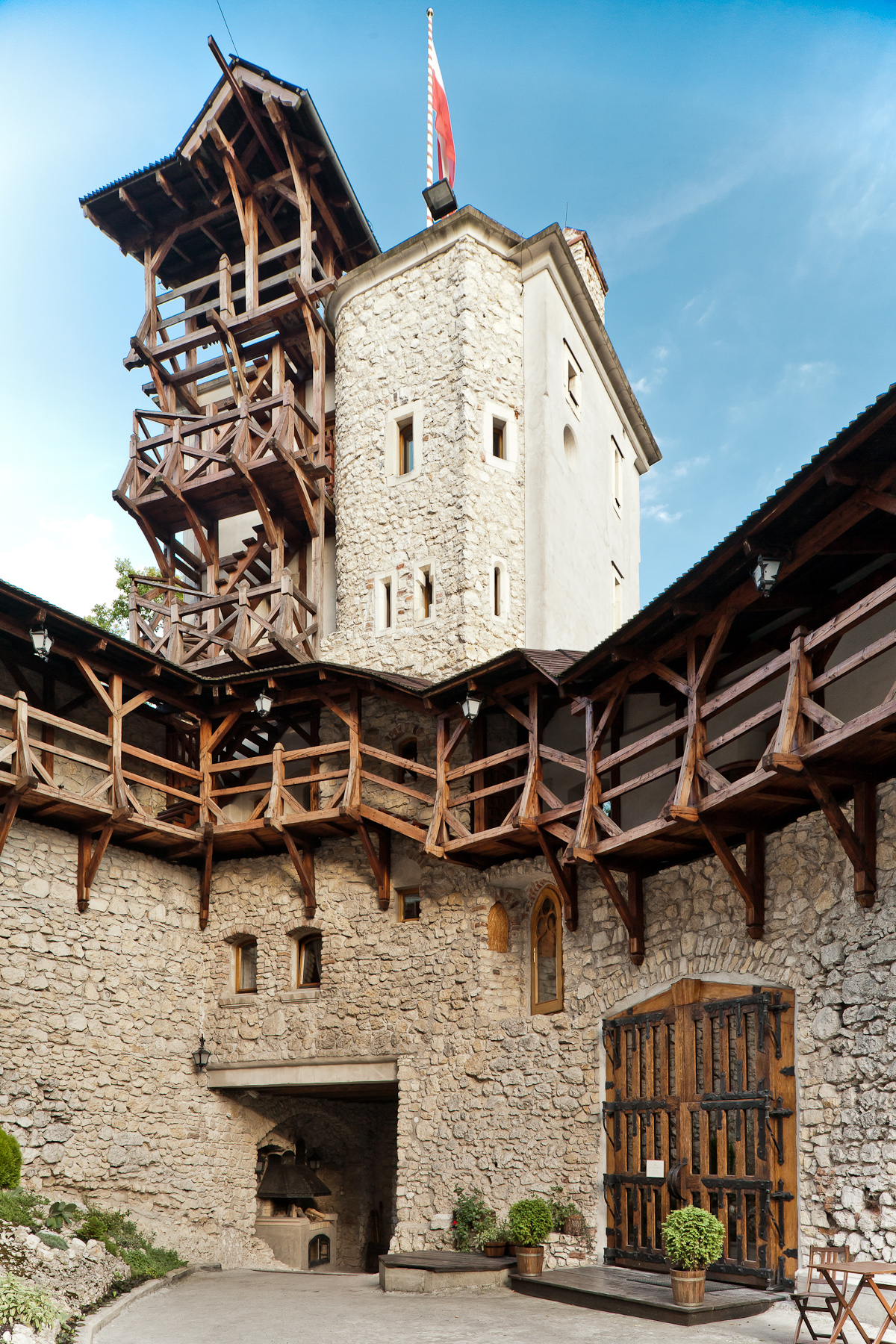
Dziedziniec
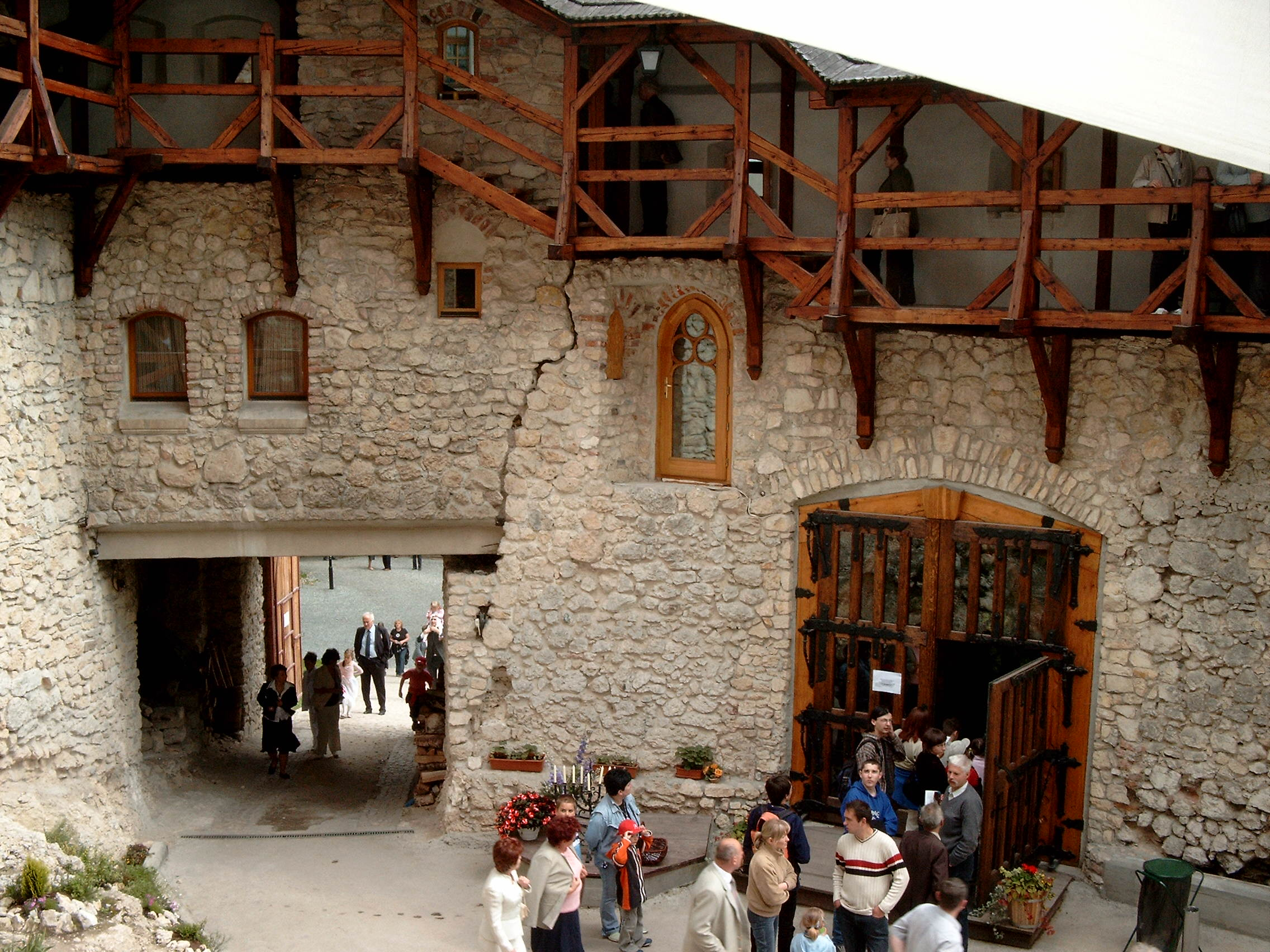
Dziedziniec
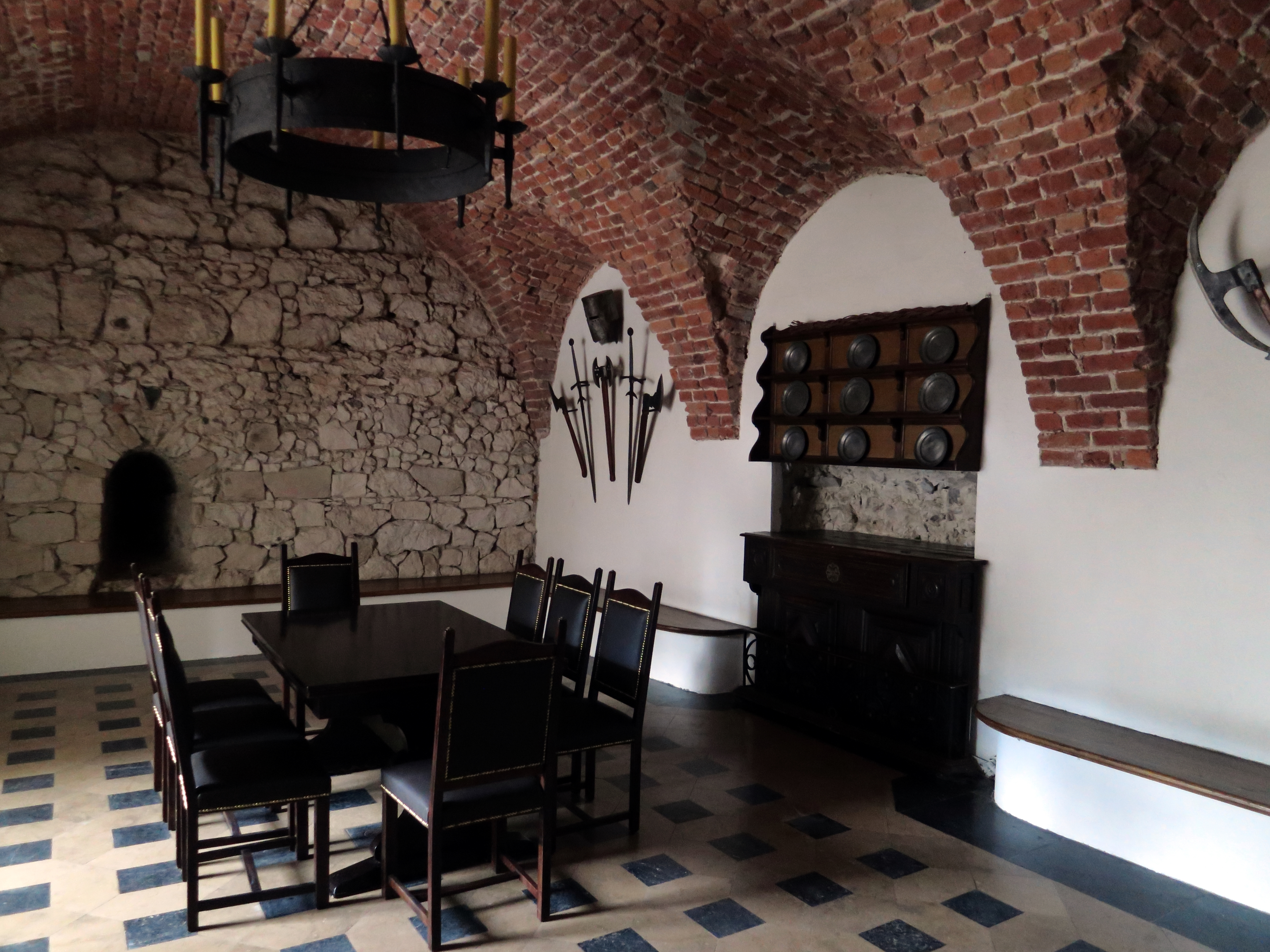
Wnętrze

## Badania zamku
- 1968, M. Mączyńska, R. Lelek (archeologia)
- 1969, Waldemar Niewalda (architektura)